# ثاديوس لونش
ثاديوس لونش (بالإنجليزية: Thaddeus Lynch)‏ هو سياسي أيرلندي، ولد في 1901، وتوفي في 25 أكتوبر 1966.

## مناصب
- في 1954 Irish general election [الإنجليزية]‏، انتخب نائب دييل عن دائرة وترفورد [الإنجليزية]‏ وقد انضم خلال فترته النيابية ‏ (2 يونيو 1954 – 13 ديسمبر 1956) للكتلة البرلمانية فاين جايل.
- في الانتخابات العمومية الإيرلندية 1957 [الإنجليزية]‏، انتخب نائب دييل عن دائرة وترفورد [الإنجليزية]‏ وقد انضم خلال فترته النيابية ‏ (20 مارس 1957 – 1 سبتمبر 1961) للكتلة البرلمانية فاين جايل.
- في الانتخابات العمومية الإيرلندية 1961 [الإنجليزية]‏، انتخب نائب دييل عن دائرة وترفورد [الإنجليزية]‏ وقد انضم خلال فترته النيابية ‏ (11 أكتوبر 1961 – 11 مارس 1965) للكتلة البرلمانية فاين جايل.
- في الانتخابات العمومية الإيرلندية 1965 [الإنجليزية]‏، انتخب نائب دييل عن دائرة وترفورد [الإنجليزية]‏ وقد انضم خلال فترته النيابية ‏ (21 أبريل 1965 – 25 أكتوبر 1966) للكتلة البرلمانية فاين جايل.